# مارکو کاندمی
مارکو کاندمی (انگلیسی: Marco Condemi؛ زادهٔ ۱۳ اکتبر ۱۹۹۵) بازیکن فوتبال است.
از باشگاه‌هایی که در آن بازی کرده‌است می‌توان به باشگاه فوتبال رجینا اشاره کرد.